# Saurornithoididae
Saurornithoididae is een niet meer in gebruik zijnde familienaam voor een groep van uitgestorven theropode dinosauriërs, die leefden in het Laat-Krijt.
In 1974 benoemde de Mongoolse paleontoloog Rinchen Barbold een familie Saurornithoididae om de kleine theropode Saurornithoides uit Mongolië een plaats te geven. Ook bracht hij er vondsten uit Noord-Amerika bij onder. In 1986 echter stelde Jacques Gauthier dat dit geslacht tot de Troodontidae behoorde. Dit werd daarna algemeen aanvaard. Saurornithoididae is daarmee een jonger subjectief synoniem van Troodontidae en als begrip overbodig geworden. Een definitie als klade is nooit gegeven.